# روز جهانی فلسفه

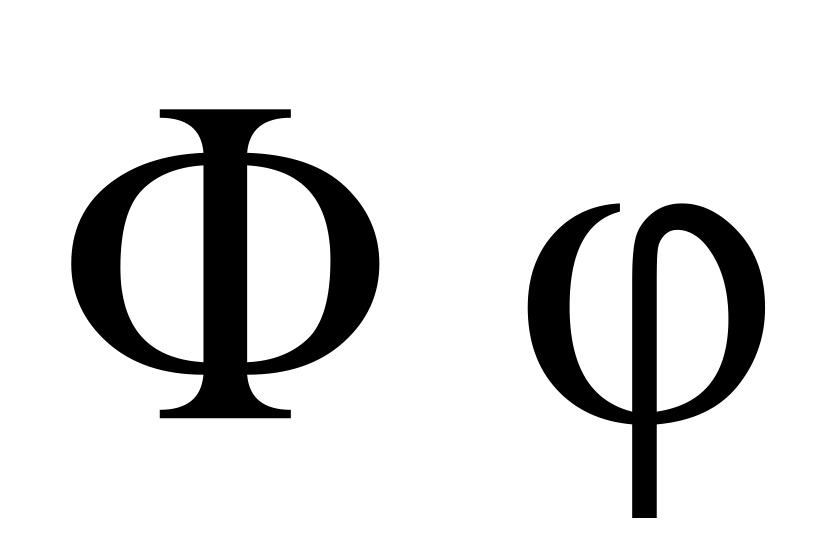
حرف پی یونانی

روز جهانی فلسفه از سوی سازمان یونسکو، سومین پنج‌شنبه از ماه نوامبر هر سال دانسته شده‌است. اولین مراسم بزرگداشت روز جهانی فلسفه در تاریخ ۲۱ نوامبر ۲۰۰۲ برگزار شده‌است. روز جهانی فلسفه، سومین پنجشنبه ماه نوامبر در اکثر سالها با آخرین پنجشنبه آبانماه در تقویم ایرانی برابر است.

## در ایران
کنگره جهانی فلسفه در سال 2010
قرار بود در ایران برگزار شود و مسئولیت برگزاری این مراسم را پژوهشگاه علوم انسانی و مطالعات فرهنگی و انجمن بین‌المللی حکمت و فلسفه ایران برعهده داشته باشد.
اما سازمان آموزشی، علمی و فرهنگی سازمان ملل متحد - یونسکو - در روز ۱۸ آبان ۱۳۸۹ اعلام کرد که حمایت خود از برگزاری یک همایش بین‌المللی فلسفه در ایران را پس گرفته‌است. ایرینا بوکووا، مدیر کل یونسکو، تصمیم گرفته‌است این سازمان با مراسم روز جهانی فلسفه که قرار بود بین روزهای ۲۱ تا ۲۳ نوامبر در جمهوری اسلامی ایران برگزار شود هیچگونه ارتباطی نداشته باشد.